# Tecnoxerrameca
Tecnoxerrameca (traducció aproximada del terme anglès Technobabble) és una representació de les paraules tecnologia i xerrameca.  Aquest terme s'utilitza habitualment per descriure l'intent en moltes pel·lícules i sèries de ciència-ficció d'explicar processos futuristes o poc realistes (com ara teletransport) mitjançant una sèrie d'expressions amb sons tecnològics destinades a fer creure a l'espectador l'existència d'una base científica. No cal que tingui sentit científic, sinó que simplement serveixi al propòsit d'immersió.
Tanmateix, aquesta paraula de vegades també es refereix a discussions tècniques entre persones amb coneixements tècnics (també anomenades nerds), que de vegades sonen com a galimaties per als forasters. D’ús comú en la ciència-ficció, l'ús de tecnoxerrameca a l'univers Star Trek es coneix com a treknoxerrameca.
"Phlebotinum" és una paraula irònica i artificial creada pel creador de Buffy, Joss Whedon. Es refereix als intents de la sèrie d'explicar-la basant-se en principis màgics, i per tant és l'equivalent a la xerrameca tecnològica de les sèries de ciència-ficció a les sèries de fantasia Buffy the Vampire Slayer i Angel.